# Relatividad muy especial
La teoría de relatividad muy especial es una construcción teórica que se basa en restringir el grupo de simetría de la teoría de la relatividad especial. 
Dejando a un lado los hechos gravitatorios y dentro de los límites experimentales conocidos, la teoría de la relatividad especial y sus simetría de Lorentz y de Poincaré describe adecuadamente el espacio-tiempo. Sorprendentemente, A. Cohen y Sh. Glashow 
demostraron que una simetría asociada a un subgrupo del grupo de Lorentz es suficiente para explicar los límites actuales.
El subgrupo mínimo en cuestión puede describirse como sigue: El estabilizador de un vector nulo es el grupo euclídeo especial SE(2), que contiene a T(2) como el subgrupo de transormaciones parabólicas (que es un subgrupo de SL(2,C)). Este T(2), cuando se extiende para incluir ya sea la paridad o el retroceso del tiempo (subgrupos del grupo ortocrono y retroceso temporal respectivamente), es suficiente para darnos todas las predicciones comunes. Esta nueva simetría es llamada relatividad muy especial (RmE).